# Winnipeg-Nord—St. Paul
Pour les articles homonymes, voir Winnipeg (homonymie).
Winnipeg-Nord—St. Paul (aussi connue sous le nom de Winnipeg—St. Paul) fut une circonscription électorale fédérale du Manitoba, représentée de 1997 à 2004.
La circonscription de Winnipeg—St. Paul a été créée en 1996 avec des parties de Selkirk—Red River, Winnipeg-Nord et Winnipeg Transcona. Renommée Winnipeg-Nord—St. Paul en 1997, elle fut abolie en 2003 et redistribuée parmi Kildonan—St. Paul et Winnipeg-Nord.

## Géographie
En 1997, la circonscription de Winnipeg—St. Paul comprenait:
- Une partie de la cité de Winnipeg

## Députés
1. 1997-2004 — Rey D. Pagtakhan, PLC

- PLC = Parti libéral du Canada